# آيت شارت (موحى أوحمو الزياني)
آيت شارت هي إحدى مشيخات المملكة المغربية، تتبع جغرافيا لإقليم خنيفرة وإداريًا لموحى أوحمو الزياني. يقدر عدد سكانها بـ 2146 نسمة حسب الإحصاء الرسمي للسكان والسكنى لسنة 2004.